# Malchin
Malchin è una città del Meclemburgo-Pomerania Anteriore, in Germania.
Appartiene al circondario della Seenplatte del Meclemburgo ed è parte della comunità amministrativa (Amt) di Malchin am Kummerower See.

## Storia
Il 1º gennaio 2019 venne aggregato alla città di Malchin il comune di Duckow.